# Sadeq Hedayat
Sadeq (ou Sadegh) Hedayat (fevereiro de 1903, Teerã - 4 de Abril de 1951, Paris, França) foi um escritor de prosa, de ficção e de contos, considerado o «pai» da literatura moderna do Irão. 

## Carreira
A obra mais conhecida de Hedayat é O Mocho Cego, uma novela curta escrita em 1937, que foi proibida na Pérsia durante os anos de regime opressivo. Para além de Hedayat ser influenciado pelo folclore e pela História da Pérsia, a sua literatura foi beber a Guy de Maupassant, Anton Chekhov, Edgar Allan Poe, Rainer Maria Rilke e Franz Kafka. Em 1951 suicidou-se em Paris, onde estudou com Sartre.

## Obras
- Romances e contos:

- - A Lenda da Criação (3 contos), 1930 e 1960.
  - Enterrado vivo (8 contos), 1930.
  - Sombras mongóis, 1931.
  - Três Gotas de Sangue (“Seh ghatreh chun”), 1932.
  - Crepúsculo, 1933.
  - Caravana Islam – A Missão Islâmica na Europa; Uma Sátira, 1933/34.
  - Madame Alavie-e (7 contos)
  - Senhor Uau Uau
  - A coruja cega, 1937.
  - O Cão Errante, 1942.
  - Garruloso, 1944.
  - O Elixir da Vida (Āb-e zendegi)
  - Haji Aqa, 1945.
  - Canhão de pérolas, 1947.
  - Dash Acol

- Dramas (1930-1946):

- - Parvin, filha de Sassan, 1930.
  - Mazi-yar (jogo)
  - A fábula da criação

- Descrição da viagem:

- - Isfahan, meio mundo
  - No caminho úmido, 1935 (sem impressão)

- Diversos:

- - Rubāyyāt-e Hakim Omar-e Khayyam. (Quadras de Khayyām), Teerã 1923.
  - Homem e Fera, 1924.
  - A Morte, 1926.
  - As Utilidades do Estilo de Vida Vegetariano, 1957.
  - Uma história que faz sentido, 1932.
  - Melodias de Khayyam, 1934.
  - Tchaikovsky, 1940.
  - Via dicionário persa de Assadi, 1940.
  - Novo Método de Investigação Literária, 1940.
  - Nova tendência na poesia persa
  - Revisão da tradução de Gogol para o persa (Inspetor General, Nikolai Gogol), 1944.
  - Algumas observações sobre Wis e Ramin, 1945.
  - A Mensagem de Kafka, 1948.